# Valli
Valli – wieś w Estonii, prowincji Rapla, w gminie Raikküla.